# Nanbaka
Nanbaka (ナ ン バ カ), également connu sous le nom de Nanbaka - The Numbers, est un seinen manga japonais écrit et dessiné par Shō Futamata.
Une adaptation en série télévisée d'animation de treize épisodes produite par Satelight est diffusée initialement entre octobre et décembre 2016 sur la chaîne MBS au Japon (puis sur Tokyo MX, BS11, TBS). Une deuxième saison de douze épisodes est diffusée entre janvier et mars 2017 mais sous la forme d'ONA. Un OVA spécial est diffusé en avril 2017 à l'occasion du Nanbaka Festival ou Nanfes, puis sera intégré dans le DVD Nanfes en juillet 2017. La version originale sous-titrée en français est diffusée en simultané par Crunchyroll en streaming.
Le titre est un jeu de mots qui combine le nom de la prison Nanba, qui est la transcription japonaise du mot « nombre », et le mot japonais baka pour « imbécile » ou « idiot ».

## Histoire
L'histoire suit les ébats de Jyugo, Uno, Nico et Rock, quatre prisonniers affectés dans la même cellule à Nanba, une prison gardée secrète sur une île isolée. En dépit d'être réputée la plus sécurisée du monde, les détenus de la cellule 13 ne cessent de s'évader et de s'amuser, provoquant le mécontentement des gardes de la prison, et notamment du responsable de leur bâtiment, Hajime. Cependant, cette routine paisible se voit troublée par des événements liés au trouble passé de Jyugo, et qui semblent aussi concerner d'autres protagonistes de cette grande prison.
Jyugo n'a aucun souvenir de ses méfaits et a fini par prolonger sa peine de prison en tentant de s'échapper ; Uno est un fanatique du jeu qui a escroqué de nombreuses femmes ; Rock ne vit que pour manger et se battre ; et Nico est un toxicomane en même temps qu'un otaku.

## Personnages

### Bâtiment 13
Jyugo (ジ ュ ー ゴ, Jūgo)
Doubleur / Seiyū : Yūto Uemura (Japonais) ; Daman Mills (Anglais),
- Âge : 16 ans
- Poids : 51 kg
- Taille : 169 cm
- Groupe Sanguin : AB
- Aime : ses yeux
- Numéro d'identification : 1315

Il est d'origine japonais, a les cheveux noirs avec des stries rouges au bout et a l'hétérochromie ; son œil gauche est vert et son œil droit est violet. Il est dans le bâtiment 13 et dans la cellule 13, qu'il partage avec Uno, Rock et Nico. Il a été arrêté pour vol et s'est évadé dès le jour de son incarcération.
Il est confiant, joyeux, impulsif et s'ennuie facilement. Il est habile à crocheter tout type de serrure mécanique ou électronique. Les seules exceptions sont les chaînes sur son cou, ses poignets et ses chevilles qui ont été placées mystérieusement sur lui alors qu'il dormait par un garde avec une cicatrice à la nuque. Depuis, il le cherche de prison en prison.
Il passe son temps entre les bouffonneries de ses amis et les tentatives d'évasion avec tout le monde, ou seul. Les évasions sont pour lui un loisir et un passe-temps.
Son père était le détenu numéro 610 de la prison de Nanba et est connu comme la honte de la prison de Nanba. Il déteste le garde qui lui a mis les chaînes et aspire à le retrouver et à les faire enlever. Il déclare qu'il doit être à Nanba comme il l'a été dans toutes les autres prisons.
Son nom signifie simplement « quinze ».
Uno (ウノ)
Doubleur / Seiyū : Tetsuya Kakihara (Japonais) ; Alejandro Saab (Anglais)
- Âge : 18
- Poids : 60 kg
- Taille : 177 cm
- Groupe Sanguin : A
- Aime : Les filles et les jeux de cartes
- Numéro d'identification : 1311

Il est d'origine britannique, a une longue tresse, porte un chapeau et a souvent une paire de cartes en main. Il passe son temps à parler de filles ou bien à jouer aux cartes. C'est un grand dragueur et il aime beaucoup qu'on le complimente sur son apparence physique.
Uno est un personnage plein de vie et sympathique. Il agit régulièrement comme le grand frère du groupe, pourtant il garde un esprit naïf. C'est une personne très attentive et intelligente, il observe beaucoup et juge assez bien les personnes qu'il rencontre. Il est d'une nature mesquine et perd rarement son sang-froid, sauf lorsque ses amis sont en danger. Il s'inquiète également beaucoup pour Jûgo et Nico, plus jeunes que lui.
Il a une grande intuition et est capable de parier sur le résultat en utilisant ses capacités d'observation, sa chance et son intuition. Il est gentil et extraverti (au point d'être idiot) mais peut être direct. C'est souvent lui qui garde les autres en ligne quand Hajime n'est pas là, et Nico plaisante en disant qu'il commence à agir comme s'il était leur mère.
Il est également très fidèle à Jyugo, qui, selon lui, lui a sauvé la vie et lui a rendu sa liberté. Après que Jyugo ait été battu à un pouce de sa vie par Hajime, il entretient une profonde colère contre Hajime, affirmant qu'il ne pourrait jamais en venir à aimer les gardiens de prison. Il s'est évadé de ses anciennes prisons parce qu'il avait des dates pour y assister.
Il s'est fait arrêter pour avoir joué illégalement dans des casinos souterrains.
Rock (ロック, Rokku)
Doubleur / Seiyū : Shiozaki Airu (Japonais) ; Jarrod Greene (Anglais)
- Âge : 19
- Poids : 75 kg
- Taille : 186 cm
- Groupe Sanguin : O
- Aime : La nourriture et le sport
- Numéro d'identification : 1369

Il est américain, a un mohawk, porte de longues boucles d'oreilles en plumes et est physiquement le plus grand de ses compagnons de cellule. Il est un garçon simple d'esprit mais très gentil. Il adore se battre et manger et est incroyablement fort, seuls certains des superviseurs étant plus forts. De nature sociable, il est très proche de ses amis à qui il tient beaucoup. Malgré son impulsivité qui se calme lorsqu'il reçoit de la nourriture, Rock peut également montrer des signes d'observations pertinents.
Avant d'arriver à Nanba, Rock vivait dans une famille riche. Mais, son père voulant le formater à son image, Rock refusa et se tourna vers un gang. Après une émeute il fut envoyé en maison pour mineurs mais, trouvant la nourriture immonde, il s'est échappé. Il rencontre par la suite Jûgo avec qui il finit à Nanba, où il trouve la nourriture délicieuse.
La plupart du temps il lambine et pense à manger. Son amour pour la nourriture est par ailleurs plus fort que son amour pour les combats.
Tout comme Uno, il est intéressé par les femmes mais, beaucoup moins expérimenté que ce dernier, il se contente de les regarder sans passer à l'acte.
Il a une cicatrice sur le nez.
Nico (ニコ, Niko)
Doubleur / Seiyū : Kobayashi Daiki (Japonais) ;  Justin Briner (Anglais)
- Âge : 16
- Poids : 46 kg
- Taille : 168 cm
- Groupe Sanguin : B
- Aime : Les mangas, les animés et les médicaments
- Numéro d'identification : 1325

Nico est un jeune garçon très gentil et d'une nature joyeuse. Son apparence est assez efféminée, ce qui le rend encore plus accessible comparé à ses compagnons. On remarque également un bandage sur le côté droit de son visage (ainsi que le bras et la jambe droite) et un boulet à son pied droit. Dès sa naissance, Nico a eu des problèmes de santé créant des allergies et des maladies étranges. Après son inculpation, on découvrit qu'il avait encore des drogues non digérées dans le corps, comprenant alors qu'il avait servi de passeur. Après avoir été envoyé en maison de réforme médicale, Nico montre une peur incontrôlable des aiguilles et devient dangereux à chaque fois qu'on veut l'examiner, augmentant sa peine de condamnation.
Il a grandi dans les bidonvilles, où il était un mulet de la drogue, et a échappé à plusieurs prisons principalement parce qu'ils ont essayé de lui injecter ses médicaments. Il est calme à Nanba car le médicament est pris par voie orale et aromatisé.
Les médicaments ont un effet inhabituel sur lui et plutôt que de le neutraliser, ils ont des effets secondaires alternatifs. Il prend rarement quelque chose au sérieux et est plutôt enfantin et heureux d'avoir de la chance.
C'est un grand fan d'anime. Dans la deuxième saison, il est révélé pourquoi il est si malade et dépendant des médicaments. Enfant, un gang de drogue l'a utilisé pour tester leurs produits, ce qui lui a fait développer plusieurs maladies inconnues. Après avoir été arrêté, les médecins de la première prison où il a été envoyé ont effectué des expériences médicales douloureuses et invasives sur lui sous prétexte d'essayer de l'aider à aller mieux, ce qui n'a fait que le rendre encore plus malade. Après avoir passé des années enfermé à l'infirmerie de la prison, il a fini par sombrer dans une profonde dépression et a souhaité pouvoir mourir, jusqu'à ce que Jyugo le libère et l'aide à développer à nouveau un intérêt pour la vie.
Il est enfantin et passe son temps à regarder des animés ou jouer avec ses amis. C'est une personne chaleureuse qui parle beaucoup et ne cesse de se plaindre (toujours de façon joyeuse).
Lorsqu'il ne prend pas ses cachets, une autre personnalité émane de lui, laissant apparaître un Nico (il parle de lui à la troisième personne du singulier) dangereux et sans limites.
Il a été arrêté pour transport et vente illégale de drogue.

### Les Gardiens de la Prison
Hajime Sugoroku (双六 一, Sugoroku Hajime)
Doubleur / Seiyū : Seki Tomokazu (Japonais) ; Iain Sinclair (Anglais)
- Âge : 29
- Poids : 80 kg
- Taille : 199 cm
- Groupe Sanguin : AB
- Aime : Le shogi et fumer
- Occupation : Gardien

Hajime Sugoroku est le gardien du bâtiment 13. Il a notamment sous sa responsabilité la cellule 13 comportant Jûgo, Uno, Nico et Rock.
Physiquement, Hajime est un homme fort qui présente bien. Il a une carrure assez terrifiante et sourit rarement, ce qui renforce la dureté de son personnage. Contrairement à tous les autres membres de Nanba (gardiens et détenus), Hajime est chauve et c'est un complexe qu'il tente de dissimuler. Il a une cicatrice en forme de croix sur l'œil gauche qui descend sur sa joue.
C'est un homme au caractère fort, sérieux et intimidant, il ne laisse personne indifférent.
C'est un bourreau de travail et durant ses congés il aime beaucoup faire la cuisine. Il tient énormément à son travail, au risque de contourner les lois et de ne pas faire part à ses supérieurs des nombreuses tentatives d'évasion des détenus de la cellule 13. C'est un homme intelligent et il remarque rapidement que Jûgo a un talent particulier et qu'il doit le surveiller de près.
Il aime le shogi et a une ceinture noire en judo. Il est agacé par les singeries des détenus de la cellule 13 et les intercepte souvent avant qu'ils ne s'échappent de la prison. On dit qu'il est le plus fort de tous les surveillants de la prison. Il est prêt à faire tout ce que son travail lui dicte, même à tuer si nécessaire. Il se méfie beaucoup de Jyugo, pas seulement à cause de son père.
Momoko Hyakushiki (百式 百子, Hyakushiki Momoko)
Doubleur / Seiyū : Akesaka Satomi (Japonais) ; Marissa Lenti (Anglais)
- Âge : 29
- Poids : On ne connaît pas son poids
- Taille : 181 cm
- Groupe Sanguin : AB
- Occupation : Directrice

Momoko Hyakushiki est la directrice de la prison Nanba. Elle est très appréciée par ses gardiens. Malheureusement, le seul qui ne semble pas lui porter plus d'intérêt est celui dont elle est amoureuse : Hajime.
Physiquement, Momoko est une belle femme que l'on remarque. Elle a un visage voluptueux, c'est dû à ses longs cils qui mettent en valeur ses yeux rouges, mais surtout ses longs cheveux bleus, symboles de la féminité. Son costume moule son corps de façon à mettre en avant ses formes généreuses.
Momoko est une femme intimidante et sévère, elle est très respectée par ses subalternes qui voient en elle une sorte de déesse. Seul Hajime se contente d'être professionnel, sans la vénérer. Son travail compte beaucoup pour elle et elle le fait passer avant tout.
Elle est particulièrement vigilante sur le détenu 1315, fils de l'homme connu comme l'éternel fugitif.
Mitsuru Hitokoe (一声 三鶴, Hitokoe Mitsuru)
Doubleur / Seiyū : Tsuda Kenjiro (Japonais) ;  Ricco Fajardo (Anglais)
- Âge : 29
- Poids : 69 kg
- Taille : 180 cm
- Groupe Sanguin : B
- Aime : Parler fort
- Occupation : Diffuseur

Mitsuru Hitokoe est le diffuseur de la prison Nanba, son rôle consiste à tenir informé des agissements de chaque détenu et rapporter tout ce qui semble suspect à la directrice Momoko.
Il couvre souvent le bâtiment 13 lorsque les prisonniers s'échappent. Il a une forte personnalité de rockstar et accueille généralement les événements à la prison, tels que le tournoi du Nouvel An. Il sert parfois de narrateur pour les épisodes, disant souvent des choses comme, « Souviens-toi que c'est toujours un anime comique ! », Quand les choses deviennent sérieuses dans l'intrigue.
Il a une apparence décontractée, Mitsuru est très énergique et n'oublie jamais ses lunettes de soleil, atout clé de son look « rockstar ». Il a un tatouage sur le torse ainsi que plusieurs piercings qui le rendent un peu plus délinquant. La chemise de sa veste est ouverte pour laisser apparaître son torse mat. Il se présente très régulièrement avec un micro.
Mitsuru est un homme très exubérant, il aime crier et être sur le devant de la scène. Il aime bien faire des blagues aux gardiens, notamment Samon Gokû qu'il surnomme « Saru-chan » (littéralement « Petit Singe »).
Il connaît le béguin du directeur pour Hajime et est souvent battu par elle pour avoir osé la taquiner à ce sujet.
Il se considère comme le meilleur ami d'Hajime, notamment parce qu'il est au courant des tentatives d'évasion de Jûgo et qu'il ne le révèle pas.
C'est un homme assez libre et plutôt drôle.
Kiji Mitsuba (三葉 キジ, Mitsuba Kiji)
Doubleur / Seiyū : Kimeru (Japonais) ; J. Michael Tatum (Anglais)
- Âge : 30
- Poids : Inconnu
- Taille : 185 cm
- Aime : La beauté
- Occupation : Gardien

Agent de supervision du bâtiment 3. Physiquement, Kiji est très efféminé. Il porte beaucoup de maquillage, que ce soit du fard à paupière, du rouge à lèvres ou du mascara. Il apporte énormément d'importance à l'apparence qui, selon lui, prime sur tout. Il est assimilé à un faisan. Sa façon de parler lui donne également un côté très efféminé et précieux.
Il a notamment la charge des détenus Trois et Honey et fait très attention à eux en raison de leur beauté.
Kenshirō Yozakura (四桜 犬士郎, Yozakura Kenshirō)
Doubleur / Seiyū : Yamamoto Shoma (Japonais), Vic Mignogna (Anglais)
- Âge : 30 ans
- Poids : 72 kg
- Taille : 183 cm
- Groupe Sanguin : A
- Occupation : Gardien

Kenshirô Yozakura est le gardien du bâtiment 4. Il s'occupe notamment de Musashi.
Kenshirô a un caractère plutôt cool même s'il semble hautain et froid, notamment avec Hajime qu'il considère comme son principal rival. Il a une carrure assez impressionnante, ce qui est notamment dû à son cache-œil qui lui donne un côté mystérieux. Il a une queue-de-cheval dont le bout est rose. Il a un manteau rose faisant raccord avec ses cheveux.
Il a le béguin pour la directrice et sait bien qu'elle a le béguin pour Hajime. Il aspire à le dépasser pour faire ses preuves auprès de Hyakushiki. On le surnomme « Le Chien » en rapport avec son comportement à l'égard de Momoko. Son arme préférée est son fouet. C'est un travailleur acharné et avant de venir à la prison de Nanba, il était policier. Il a d'ailleurs gardé son attrait pour la justice en tant que gardien.
Il est suggéré qu'il a tenté d'attirer l'attention de ses supérieurs sur les crimes contre les prisonniers alors qu'il travaillait comme policier.
Samon Gokū (悟空 猿門, Gokū Samon)
Doubleur / Seiyū : Hoshi Soichiro (Japonais) ;  Brandon McInnis (Anglais)
- Âge : 22 ans
- Poids : 60 kg
- Taille : 173 cm
- Groupe Sanguin : B
- Aime : Son frère aîné, Enki
- Occupation : Gardien

Samon Gokû est le gardien du bâtiment 5. Samon a des contours rouges autour des yeux et sur le bord des lèvres, il porte des piercings aux oreilles, qui sont cachés derrière ses cheveux orange avec des pointes vertes et met une ceinture rouge utilisée pour une apparence de queue ce qui rappelle son surnom de « Saru » (« Singe »).
Samon est d'un naturel assez enfantin, calme et jovial, il aime beaucoup s'entraîner au combat (pour lequel il est très fort). Il est assez confiant et fier de sa force et ne perd le contrôle de lui-même que lorsque l'on parle de son frère aîné ou de Hajime. Il déteste ce dernier, qui lui rappelle l'incident avec son frère. Bien qu'il soit connu pour devenir bruyant et désagréable lorsqu'il est agacé.
Malgré cela, il a finalement été révélé qu'il se souciait beaucoup des prisonniers de son immeuble, car il a aidé Upa à renouer avec sa famille après son arrestation en Chine, puis a pris Liang sous son aile lorsque le détenu a été transféré pour la première fois à Nanba.
Dans la saison 2, il est révélé qu'il a un frère aîné, Enki, qui était l'ancien superviseur du bâtiment 5 ; Enki était très populaire parmi les autres gardiens et les prisonniers, cependant, il a secrètement torturé et maltraité les détenus sous sa garde, tuant finalement l'un d'entre eux et se déchaînant lorsque ses collègues ont tenté de l'arrêter. Samon a encore du mal à comprendre comment son frère a pu faire les choses qu'il a faites, et est souvent raillé par les autres gardes, qui l'accusent d'être un traître comme son frère l'était. Il devient irrité par rapport à son frère aîné et lorsque Hajime est mentionné en voyant Hajime, qui a pu capturer Enki pendant que Samon lui-même hésitait, comme un rappel douloureux de la force qu'il ressentait.
Bien qu'il soit apprécié de ses détenus ainsi que d'une bonne partie des gardiens, Samon ne souhaite pas particulièrement plaire aux gens, il agit juste comme il l'entend, de la façon la plus juste qui soit.
Il est notamment responsable des prisonniers Liang et Upa. Il s'entend très bien avec eux, on voit qu'il entraîne régulièrement Liang à la maîtrise du combat.
Il est également assez attaché à Momoko envers qui il a un profond respect.
Hitoshi Sugoroku (双六 仁志)
- Âge : 22 ans
- Poids : Inconnue
- Taille : Inconnue
- Groupe Sanguin : AB
- Occupation : Gardien